# کالینزویل (ویرجینیا)
کالینزویل (به انگلیسی: Collinsville) یک منطقهٔ مسکونی در ایالات متحده آمریکا است که در شهرستان هنری، ویرجینیا واقع شده‌است. کالینزویل ۲۰٫۴ کیلومتر مربع مساحت و ۷٬۳۳۵ نفر جمعیت دارد و ۲۴۸ متر بالاتر از سطح دریا واقع شده‌است.